# Sadegh Gudarzi
Sadegh Gudarzi (ur. 22 września 1987 w Malajer) – irański zapaśnik w stylu wolnym, wicemistrz olimpijski, dwukrotny wicemistrz świata.
Największym jego sukcesem jest srebrny medal igrzysk olimpijskich w Londynie w kategorii 74 kg.
W tej kategorii zdobył również dwa srebrne medale mistrzostw świata w 2010 i 2011. Zdobył też złoto na igrzyskach azjatyckich w 2010 i na mistrzostwach Azji w 2009 i 2012. Trzeci w Pucharze Świata w 2012 i 2013; czwarty w 2009 i 2010. Wicemistrz świata juniorów w 2006 roku.